# Nuthetal
Nuthetal település Németországban, azon belül Brandenburgban. Lakosainak száma 9269 fő (2023. december 31.). Nuthetal Stahnsdorf és Michendorf községekkel határos.

## Népesség
A település népességének változása:
| Lakosok száma | 8778 | 8930 | 9035 | 9035 | 9071 | 9269 |
|               | 2010 | 2015 | 2020 | 2021 | 2022 | 2023 |